# راي مكاري
راي مكاري (بالإنجليزية: Ray McCarey)‏ هو مخرج أمريكي، ولد في 6 سبتمبر 1904 في لوس أنجلوس في الولايات المتحدة، وتوفي في 1 ديسمبر 1948 في وودلاند هيلز، كاليفورنيا في الولايات المتحدة.

## وصلات خارجية
- راي مكاري على موقع IMDb (الإنجليزية)
- راي مكاري على موقع ألو سيني (الفرنسية)
- راي مكاري على موقع أول موفي (الإنجليزية)
- راي مكاري على موقع قاعدة بيانات الأفلام السويدية (السويدية)
- راي مكاري على موقع قاعدة بيانات الفيلم (الإنجليزية)
- راي مكاري على موقع كينوبويسك (الروسية)